# Train bleu (cocktail)
Pour les articles homonymes, voir Train bleu.
Le Train bleu est un cocktail à base de champagne, de cognac et de jus d'ananas.

## Historique
Le Train bleu est un prestigieux train de luxe historique, officiellement baptisé « Calais-Méditerranée-Express », qui relie l'Angleterre depuis Calais, à la Côte d'Azur en longeant la mer Méditerranée, via entre autres Paris, Marseille, Cannes, Antibes, Nice, Monaco, Monte-Carlo et Menton, entre 1866 et 2007. 
En 1963 le prestigieux buffet gastronomique de Paris-Gare-de-Lyon, classé monument historique, est rebaptisé « Le Train bleu (restaurant) » en hommage au mythique Train Bleu.

## Recette
- 3 doses de Champagne (6 cl)
- 1 dose de Cognac (2 cl)
- 2 doses de Jus d'ananas (4 cl)
- Sucre en poudre
- 1 cube d'ananas

Passer une tranche d’ananas sur le bord de la flûte à champagne, puis tremper le bord dans du sucre en poudre. 
Verser directement dans la flûte le jus d'ananas, le cognac puis le champagne.
Servir avec un cube d'ananas.

## Variante
Le restaurant gastronomique Le Train bleu propose une variante de couleur bleue de la recette, différente de l'originale avec un mélange de Grey Goose vodka poire, vin blanc et curaçao bleu.